# Монский язык

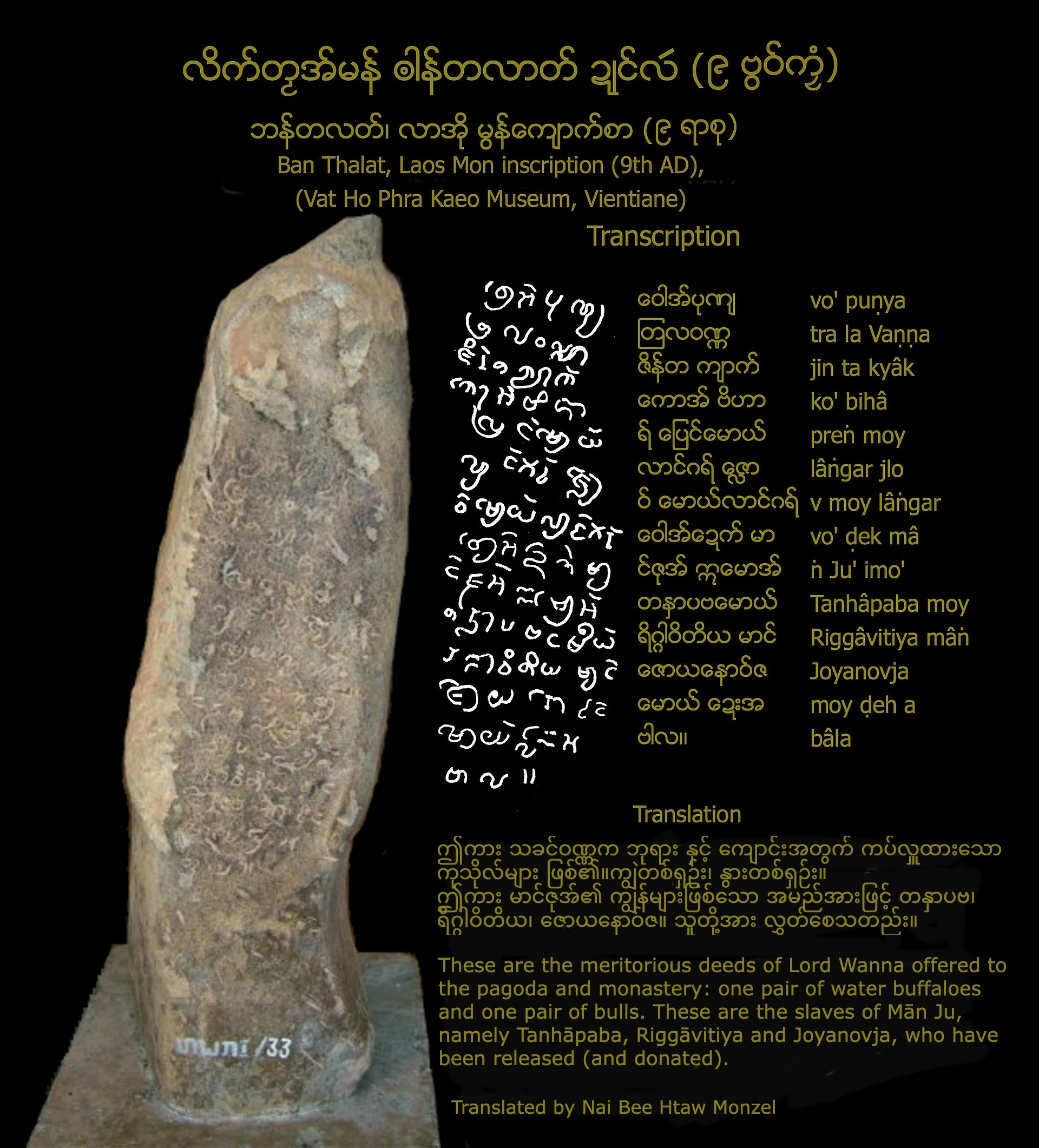
Надпись на монском языке Пан-Тхалат, Лаос

Монский язы́к (ဘာသာမန် о файле) — австроазиатский язык, на котором говорят моны, проживающие в Мьянме и Таиланде. Как и большинство языков этой семьи, монский не имеет тонов. 
Количество носителей этого языка — 851 000, однако среди них очень мало монолингвов. В последние годы количество носителей резко сокращается, особенно среди молодёжи — многие моны говорят только на бирманском языке. 
В Мьянме носители живут в одноимённом штате, а также административной области Танинтайи и штате Карен.

## История
Монский оказал значительное влияние на историю Мьянмы. До XII века он был лингва франка в долине реки Иравади, в том числе в королевстве Паган. Письменный монский продолжал оставаться основным государственным языком даже после падения монского королевства Татон в 1057. Паганский король Чжансита (ок. 1084—1113) восхищался монской культурой, благодаря чему бирманское письмо является потомком монского, а также появилась Надпись Мьязеди. Однако после смерти Чжанситы употребление монского среди бирманцев сократилось. Древнебирманский начал вытеснять монский и пью в качестве государственного языка.
Монские надписи во множестве находят в Таиланде, однако не ясно, были ли их авторы монами, смешанного моно-малайского или же кхмерского происхождения.
После падения Пагана монский снова стал международным языком монского государства Хантавади (1287—1539), оставаясь основным в регионе до середины XIX века. После колонизации Великобританией Нижней Бирмы в 1852 дельта Иравади стала сельскохозяйственным регионом, колониальным правительством поощрялось переселение туда жителей других регионов страны, а также индусов и китайцев, что вызвало уменьшение влияния монского.
Во время британского колониального правления использование монского постоянно уменьшалось, а с момента обретения Мьянмой независимости в 1948 году количество носителей неуклонно снижалось. В отсутствие государственной поддержки единственными постоянно использующими монское письмо людьми стали монские монахи.
В 2013 году было объявлено, что газета «Танлвин Таймс» (သံလွင်တိုင်းမ်, Than Lwin Times) начнёт выпускать новости на монском языке, которые станут первой мьянманской публикацией на монском с 1962 года.

## Диалекты
У монского три основных диалекта: центральный (Муттама и Моламьяйн), диалект Пегу и диалект города Е, все взаимопонятны. У тайских носителей монского в речи имеются отличия от бирманских носителей, однако пониманию они не мешают.

## Письменность
Древнемонский язык мог записываться двумя видами письма — письмом, образованным от грантха, в области, где сегодня находится Таиланд, и письмом, возможно, образованным от кадамба или грантха, в области, где сегодня находится Мьянма. В современном монском письме имеются несколько букв и диакритических знаков, которых в древнемонском не было: к примеру, подписная буква လ, означающая медиаль «л». Кроме того, между письменным и устным монским существуют значительные отличия, имеется множество омофонов, записываемых по-разному. В монском письме используется множество соединённых букв, отображающих стечения согласных.
В современном монском 35 согласных букв, из которых одна по сути является гласной. В перечне ниже согласные, произносимые с придыхательной фонацией, выделены серым.
| က k (/kaˀ/) | ခ kh (/kʰaˀ/) | ဂ g (/kɛ̀ˀ/) | ဃ gh (/kʰɛ̀ˀ/) | ၚ ṅ (/ŋɛ̀ˀ/)  |
| စ c (/caˀ/) | ဆ ch (/cʰaˀ/) | ဇ j (/cɛ̀ˀ/) | ၛ jh (/cʰɛ̀ˀ/) | ည ñ (/ɲɛ̀ˀ/)  |
| ဋ ṭ (/taˀ/) | ဌ ṭh (/tʰaˀ/) | ဍ ḍ (/ɗaˀ/) | ဎ ḍ (/tʰaˀ/)  | ဏ ṇ (/naˀ/)  |
| တ t (/taˀ/) | ထ th (/tʰaˀ/) | ဒ d (/tɛ̀ˀ/) | ဓ dh (/tʰɛ̀ˀ/) | န n (/nɛ̀ˀ/)  |
| ပ p (/paˀ/) | ဖ ph (/pʰaˀ/) | ဗ b (/pɛ̀ˀ/) | ဘ bh (/pʰɛ̀ˀ/) | မ m (/mɛ̀ˀ/)  |
| ယ y (/yɛ̀ˀ/) | ရ r (/rɛ̀ˀ/)   | လ l (/lɛ̀ˀ/) | ဝ w (/wɛ̀ˀ/)   | သ s (/saˀ/)  |
| ဟ h (/haˀ/) | ဠ ḷ (/laˀ/)   | ၜ b (/baˀ/) | အ a (/aˀ/)    | ၝ mb (/bɛ̀ˀ/) |

В монском письме согласные буквы делятся на чистые и придыхательные, причём при присоединении к парным согласным диакритических знаков они изменяются по-разному: чистый «ка», က, читается /kaˀ/, а придыхательный ဂ — /kɛ̀ˀ/. При добавлении гласных происходят следующие изменения:
- က + ဳ → ကဳ, /kɔe/
- ဂ + ဳ → ဂဳ, /kì/
- က + ူ → ကူ, /kao/
- ဂ + ူ → ဂူ, /kù/

В монском письме имеется несколько уникальных диакритических знаков, в том числе ဴ (/ɛ̀a/) и ဳ (/i/), а ိ означает /ìˀ/. Кроме того, ဨ (/e/) используется вместо ဧ.
В письме имеется восемь медиалей: ္ၚ (/-ŋ-/), ၞ (/-n-/), ၟ (/-m-/), ျ (/-j-/), ြ (/-r-/), ၠ (/-l-/), ွ (/-w-/), and ှ (/-hn-/). Консонантные финали указываются с вирамой (်), как в бирманском письме.

## Лингвистические черты

### Фонетика и фонология

#### Согласные
|               | Губно-губные | Зубные | Палатальные | Заднеязычные | Глоттальные |
| ------------- | ------------ | ------ | ----------- | ------------ | ----------- |
| Взрывные      | p pʰ ɓ       | t tʰ ɗ | c cʰ        | k kʰ         | ʔ           |
| Фрикативы     |              | s      | ç1          |              | h           |
| Носовые       | m            | n      | ɲ           | ŋ            |             |
| Аппроксиманты | w            | l, r   | j           |              |             |

1/ç/ встречается только в заимствованиях из бирманского.

#### Гласные
|                         | Переднего ряда | Среднего ряда | Заднего ряда |
| Верхнего подъёма        | i              |               | u            |
| Средне-верхнего подъёма | e              | ə             | o            |
| Среднего подъёма        | ɛ              | ɐ             | ɔ            |
| Низкого подъёма         |                | a             |              |

#### Регистр
В отличие от распространённых вокруг бирманского и тайского языков, в монском нет тонов. Как и во многих мон-кхмерских языках, в монском для различения слогов используется фонация и регистр гласных. Регистров два — «чистый» и «придыхательный», в котором гласные имеют придыхательную фонацию. В примерах ниже она указывается с помощью грависа.

### Грамматика

#### Глагол
Монские глаголы не изменяются по лицам, а категория времени выражается с помощью частиц.
У некоторых глаголов морфологически выражается каузатив, обычно при помощи приставки /pə-/:
| Инфинитив | Перевод          | Каузатив    | Перевод                     |
| --------- | ---------------- | ----------- | --------------------------- |
| ချိုတ် chɒt   | умирать          | ဂချိုတ် kəchɒt  | убивать                     |
| လီု lɜ̀m     | быть разрушенным | ပလီု pəlɜ̀m    | разрушать                   |
| ထေၚ် thɔiŋ  | быть твёрдым     | ပထေၚ် pəthɔiŋ | делать твёрдым              |
| တီ tɛm     | знать            | ပတီ pətɛm    | рассказывать, информировать |

#### Существительное

##### Число
Монские существительные не изменяются по числам:
| သတ်ကြုက်     | မွဲ    | မ             |
| sɔt krɜk | mòa  | mèa           |
| манго    | один | счётное слово |

- «один манго»

| သတ်ကြုက်     | ၜါ   | မ             |
| sɔt krɜk | ɓa  | mèa           |
| манго    | два | счётное слово |

- «два манго»

#### Прилагательное
Определения следуют за существительными:
| ဗြဴ       | ကျေဝ်       |
| prɛa    | ce       |
| женщина | красивая |

- «Красивая женщина»

#### Местоимение
Указательные местоимения следуют за существительным:
| ŋoa       | nɔʔ  |
| день      | этот |
| этот день |      |

#### Счётные слова
Как и во многих других языках Юго-Восточной Азии, в монском имеются счётные слова. Выбор счётного слова зависит от существительного.
| «Одна ручка» | «Одна ручка» | «Одна ручка» | «Одна ручка»  |
| ------------ | ------------ | ------------ | ------------- |
| МФА          | kaneh        | mòa          | tanəng        |
| Перевод      | ручка        | одна         | счётное слово |

| «Одно дерево» | «Одно дерево» | «Одно дерево» | «Одно дерево» |
| ------------- | ------------- | ------------- | ------------- |
| МФА           | chup          | mòa           | tanɒm         |
| Перевод       | дерево        | один          | счётное слово |

#### Предлоги
В монском имеется множество предлогов:
| ɗoa       | əma   |
| в         | озеро |
| «В озере» |       |

### Порядок слов
Обычный порядок слов в монском предложении — SVO (подлежащее — сказуемое — дополнение).
| Монский | အဲ   | ရာန်     | သ္ၚု  | တုဲ                    | ယျ                     |
| МФА     | ʔoa | ran    | hau | toa                  | ya.                   |
| Перевод | я   | купить | рис | маркер завершённости | положительная частица |

- «Я купил рис».

| Монский | ညး        | တံ                   | ဗ္တောန်   | ကဵု                   | အဲ           | ဘာသာ   | အၚ်္ဂလိက်      |
| МФА     | Nyeh     | tɔʔ                 | paton | kɒ                  | ʔua         | pàsa | ʔengloit   |
| Перевод | 3-е лицо | множественное число | учить | предлог «чему-либо» | первое лицо | язык | английский |

- «Меня научили английскому».

#### Вопросительные предложения
Общие вопросы (ответ да/нет) сопровождаются частицей ha
| Монский | ဗှ်ေ  | စ    | ပုၚ်   | တုဲ                     | ယျ             | ဟာ                      |
| МФА     | ɓè | ʃìa  | pəng | toa                   | ya            | ha?                    |
| Перевод | ты | есть | рис  | частица завершённости | подтверждение | вопросительная частица |

- «Ты ел рис?»

| МФА     | əha  | a    | ha?                    |
| Перевод | отец | идти | вопросительная частица |

- «Отец идёт?»[16]

Специальные вопросы сопровождаются частицей rau:
| Монский язык | တၠ အဲ      | ကြာတ်ကြဴ      | မူ   | ရော                      |
| МФА          | Tala Ong | kratkraw | mu  | ràu?                   |
| Перевод      | Тала Онг | мыть     | что | вопросительная частица |

- «Что мыла Тала Онг?»

## Монская Википедия
Существует раздел Википедии на монском языке («Монская Википедия»), первая правка в нём была сделана в 2019 году. По состоянию на 14:35 (UTC) 16 июля 2025 года раздел содержит 1956 статей (общее число страниц — 6747); в нём зарегистрировано 4654 участника, трое из них имеют статус администратора; 15 участников совершили какие-либо действия за последние 30 дней; общее число правок за время существования раздела составляет 46 030.